# Кормильцев Володимир Петрович
Володимир Петрович Кормильцев (1937–1973) — радянський футболіст, що грав на позиції воротаря. Найбільш відомий за виступами у клубі СКА (Ростов-на-Дону) у вищій лізі чемпіонату СРСР.

## Клубна кар'єра
Володимир Кормильцев розпочав виступи на футбольних полях у 1960 році в команді класу «Б» «Спартак» із Краснодара. У 1962 році став гравцем команди найвищої ліги чемпіонату СРСР СКА з Ростова-на-Дону, перший рік грав у дублюючому складі, наступного року провів 5 матчів у вищому радянському дивізіоні. У 1964 році грав у команді класу «Б» «Шахтар» (Шахти). У 1966 році Кормильцев став гравцем команди другої групи класу «А» «Таврія» з Сімферополя, в якій був у цьому сезоні основним воротарем. У 1968 році Володимир Кормильцев захищав ворота команди класу «Б» «Авангард» з Керчі, а в 1969 році команди «Шахтар» з Свердловська. У 1970—1971 роках Кормильцев грав у аматорській команді «Авангард» із Сімферополя. У 1972 році він зіграв ще 1 матч у складі «Таврії» в другій лізі, проте це був його останній матч у командах майстрів. У 1973 році Володимир Кормильцев помер.